# Gregarina garnhami
Gregarina garnhami is een eukaryoot eencellig organisme, behorend tot de Apicomplexa, dat door Canning in 1956 beschreven werd als parasiet van een aantal sprinkhanen: woestijnsprinkhaan (Schistocerca gregaria), Afrikaanse treksprinkhaan (Locusta migratoria migratorioides) en Egyptische sprinkhaan (Anacridium aegyptium). Vooral de woestijnsprinkhaan (100%) was besmet met G. garnhami. G. garnhami is een van de duizenden gregarines die voorkomen bij insecten en geschat wordt dat 99% van de gregarines nog beschreven moet worden. Elk insect is drager van wel een of meerdere gregarines.
Een opvallende eigenschap van G. garnhami is dat het auto-fluorescerend is.
Algemeen worden gregarines als zeer succesvolle parasieten beschouwd. Doordat de gastheren van veel gregarines verspreid zijn door menselijk toedoen, zijn de gregarines verspreid geraakt over heel de wereld.

## Bouw

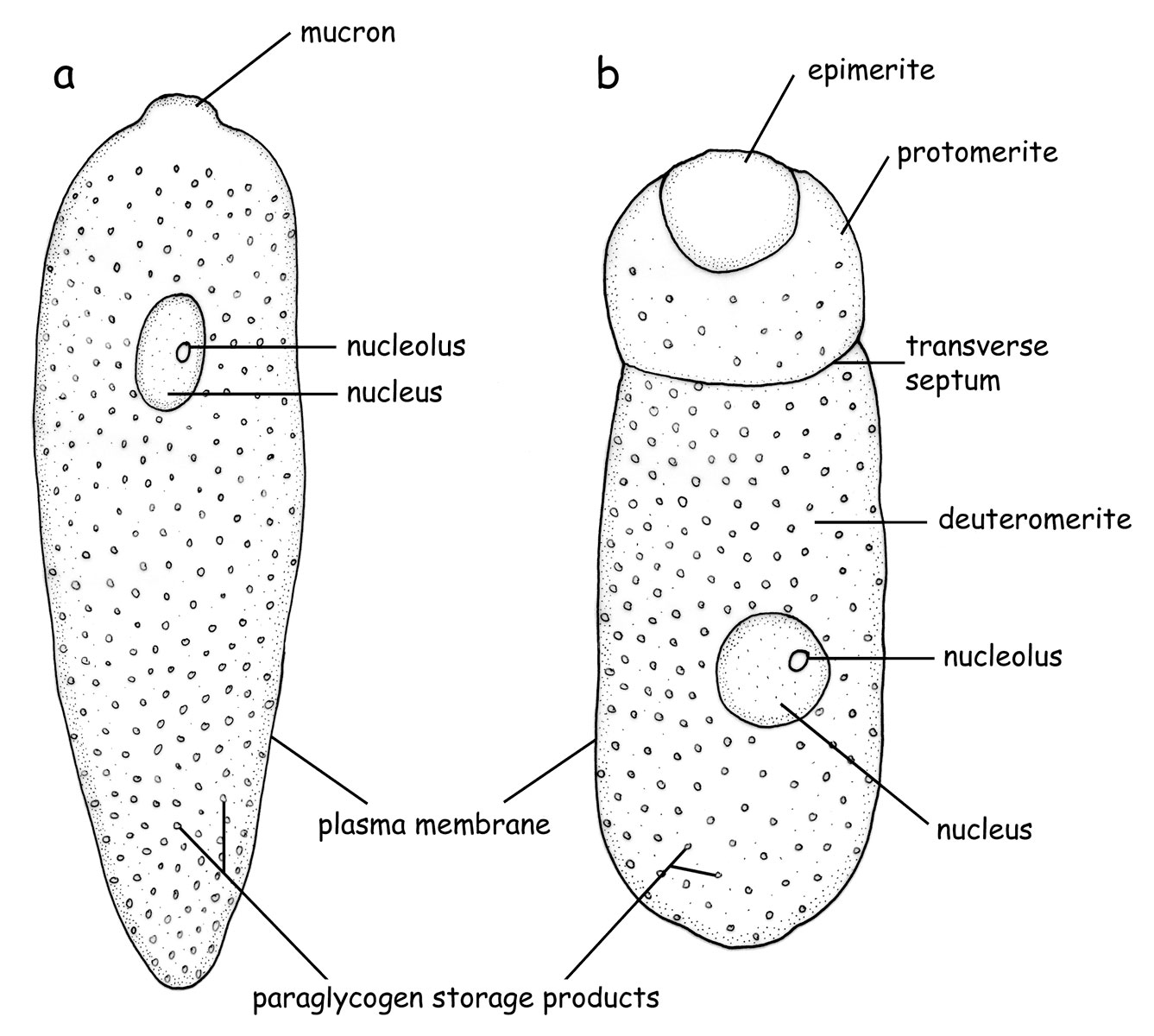
Structuur van een septaat (verdeeld) eugregarine(rechter afbeelding) versus een aseptaat eugregarine (niet verdeeld in meerdere delen).

G. garnhami behoort tot de septate eugregarines, wat wil zeggen dat de cel verdeeld is in meerdere delen. In G. garnhami kunnen er drie delen waargenomen worden: epimeriet, protomeriet en deutomeriet, al hangt dit af van het stadium waarin G. garnhami zich bevindt. Een eigenschap van gregarines is de typische bouw van de pellicula die bestaat uit een plasmamembraan en twee cytoplasma-membranen (deze laatste twee worden vaak aangeduid als inner membrane complex, IMC of als alveoli). Vaak liggen deze zeer dicht bij elkaar en zijn ze moeilijk van elkaar te onderscheiden. Hier wordt soms ook naar gerefereerd als de tri-layered structure. Onder de binnenste membraan is ook een lamina basala (of interne laag) waar te nemen. Deze scheidt de inhoud van de epicytische plooien van de rest van de cel. Deze epicytische plooien vormen het buitenste oppervlak van G. garnhami. G. garnhami bevat honderden plooien die de oppervlakte van de cel enorm vergroten.
Het cytoplasma van de cel (zowel in de epimeriet, protomeriet als deutomeriet) is duidelijk verdeeld in twee zones: ectoplasma en endoplasma. Het ectoplasma is doorschijnend en bevat weinig granulair (korrelig) materiaal. Hier bevinden zich onder andere de microtubuli die een rol spelen in de beweging van de parasiet en de ondersteuning van het cytoskelet. Het endoplasma is niet doorschijnend en bevat ontelbare paraglycogeenkorrels die G. garnhami een bruin-geelachtige kleur geven onder de lichtmicroscoop.

## Levenscyclus
De levenscyclus van G. garnhami omvat een aantal verschillende stadia: gametocyst - oöcyst - sporozoïet – trofozoïet (cephaline) - gamont (gametocyte, sporadin) – gametocyst – oöcyst. Het zijn de gametocysten en oöcysten die buiten de gastheer kunnen overleven en zorgen voor besmetting van andere dieren. De cyclus begint bij oöcysten) die via de feces van besmette dieren terecht komen op planten. Wanneer S. gregaria eet van een plant besmet met oöcysten, zullen deze oöcysten in de sprinkhaan openbreken (excystatie) onder invloed van de spijsverteringssappen van de sprinkhaan en 8 sporozoïeten vrijlaten. Het openbreken kan al gebeuren in de voordarm (voorste deel verteringsstelsel: mond, keel, slokdarm, spiermaag en krop).
Rechtvleugeligen regurgiteren namelijk enzymen vanuit de voordarm naar de krop. Tezamen met afscheiding van de speekselklieren kunnen deze enzymen de oöcyst-celwand afbreken en zo het vrijkomen van de sporozoïeten mogelijk maken. Een bijkomende factor is de lage pH in de voordarm die helpt in het verzwakken en afbreken van de celwand van de oöcysten. De vrijgekomen sporozoïeten breken door het peritrofisch membraan dat rond de middendarm (en caeca) een beschermend laagje vormt. Eens door het peritrofisch membraan bevinden de sporozoïeten zich in de ectoperitrofische ruimte en zullen ze zich vasthechten aan de epitheelcellen van de caeca en middendarm. Omdat niet alle sporozoïeten even snel door het peritrofisch membraan geraken, zullen niet alle G. garnhami-cellen even snel hun levenscyclus doorlopen.
Zodra een sporozoïet zich heeft vastgehecht aan een epitheelcel, dan zal deze vegetatief gaan groeien. De sporozoïet wordt nu een trofozoïet genoemd of cephaline/cephalont. Na ongeveer 48 uur ontstaat een cel met twee structuren: de epimeriet die aan de gastheercel bindt en het “achterlijf”. Na verloop van tijd zal een duidelijk septum (tussenschot) zichtbaar worden en kunnen de protomeriet en deutomeriet onderscheiden worden.
Na ongeveer acht dagen laat de trofozoïet los door het intrekken van de epimeriet.

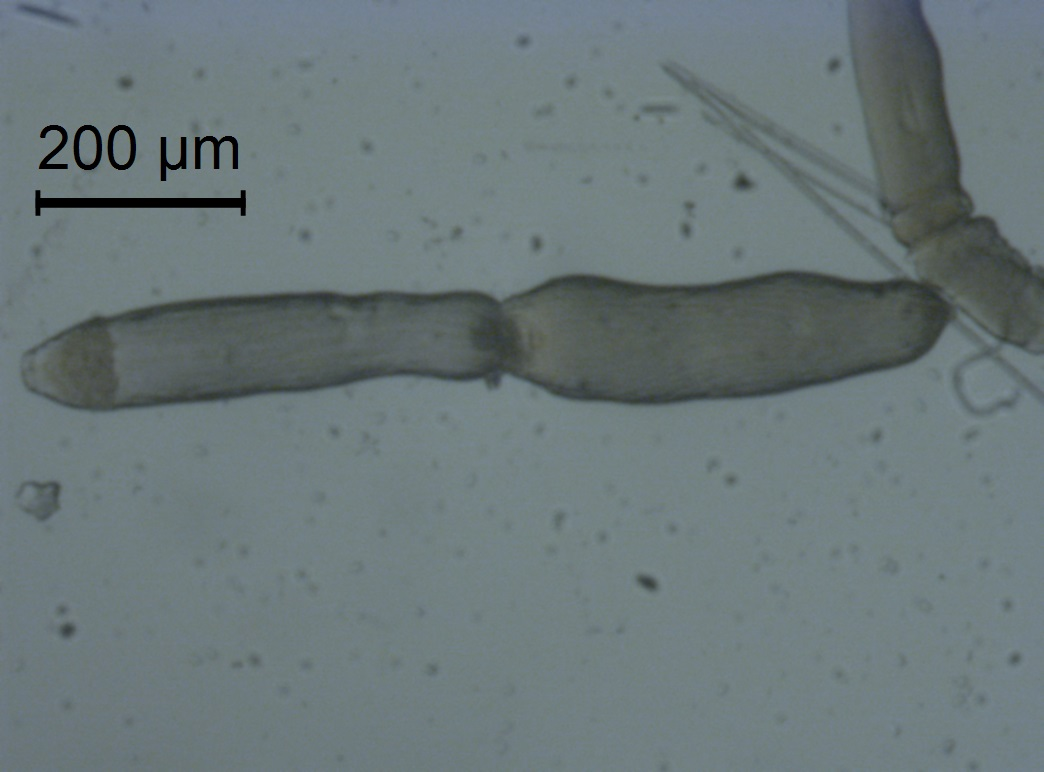
Twee trofozoieten die met elkaar associëren om een gamont te vormen

Na het loslaten van de epitheelcel, zal een trofozoïet associëren met een andere trofozoïet.
Vanaf dat moment worden ze gamonts genoemd. Na associatie zullen de twee gamonts syzygy ondergaan. Tijdens dit proces zullen de twee aan elkaar gebonden gamonts een cirkel vormen en zo uiteindelijk een gametocyst vormen. Beide gamonts zullen geleidelijk aan fuseren tot er geen onderscheid meer zichtbaar is. De gameten zullen nu ook fuseren en zygoten vormen (syngamie). De zygote is het enige diploïde stadium in de levenscyclus van G. garnhami. Rond deze zygote vormt zich dan een cyste (oöcyst). De kern van de oöcyst ondergaat een meïotische deling gevolgd door een mitotische deling om uiteindelijk 8 haploïde sporozoïeten te vormen. Deze sporozoïeten komen vrij nadat de gastheer de oöcysten heeft opgegeten, om dan het hele proces te herhalen.

## Relatie met gastheer
De relatie tussen gregarines en sprinkhanen als hun gastheer is nog niet in detail bestudeerd. G. garnhami wordt algemeen gezien als een commensaal organisme dat zijn gastheer weinig schade toebrengt. Een ander typisch kenmerk van eugregarines is dat de meesten slechts één gastheer kennen tijdens hun ontwikkeling. De relatie met de gastheer wordt doorgaans beschreven als een gastheerspecifieke relatie. Al kan dit ook zijn door een gebrek aan bewijzen. Deze gastheerspecificiteit zou bepaald zijn tot op het niveau van de (super)familie van de gastheer in het geval van orthoptere gastheren. Desondanks zijn er ook studies die de verspreiding van gregarines weergeven in meer dan 20 verschillende gastheren.
Het is echter zeker dat stadiumspecifieke gastheerspecificiteit bestaat en dit is vooral belangrijk bij holometabole insecten. De zeer beperkte genetische kennis over de gregarines maakt het moeilijk om deze gastheerspecificiteit te bestuderen. De identificatie van gregarines gebeurt vooral op basis van uiterlijke kenmerken, maar gregarines lijken zeer veel op elkaar en dit maakt identificatie erg lastig. Zo werden gastheren zelfs gebruikt om gregarines te identificeren, maar dit principe lijkt achterhaald te zijn.

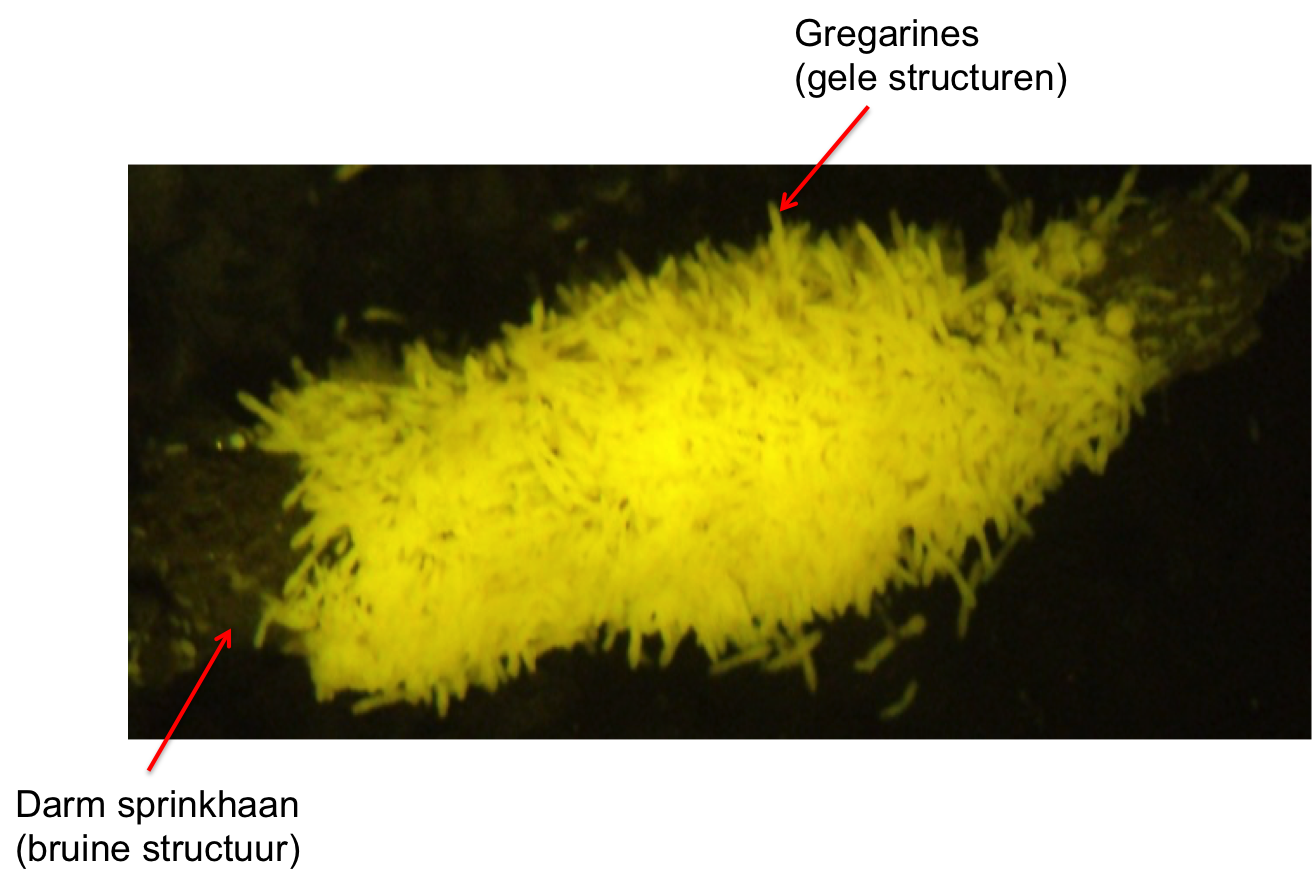
Gregarines zichtbaar op middendarm sprinkhaan

G. garnhami parasiteert vooral de caeca en middendarm van S. gregaria waar het zich vasthecht aan epitheelcellen om zich te voeden. De opname van voedsel gebeurt vermoedelijk eerst enkel en alleen via de epimeriet die vastgehecht is aan de gastheercel, maar na verloop van tijd zouden voedingsstoffen ook via de ontwikkelende protomeriet en deutomeriet worden opgenomen. De opname van voedingsstoffen gebeurt via osmose en via pinocytose (vorming van een cytostoom). Voedingsstoffen worden na opname opgeslagen in paraglycogeenkorrels of als vetbollen. Door de aanwezigheid van honderden epicytische vouwingen hebben eugregarines een opmerkelijke vergroting van het celoppervlak voor de opname van voedingsstoffen.
Er dient echter nog onderzoek gedaan worden om de exacte manier van voedselopname door (eu)gregarines te ontcijferen. Wat wel vaststaat, is dat ze geen gebruik maken van myzocytotische voedselopname (hierbij wordt het celmembraan van de gastheer doorboord en wordt het cytoplasma uit de gastheercel gezogen), doordat een apicaal complex in het trofozoïetstadium van de meeste eugregarines ontbreekt. Dit apicaal complex wordt wel gebruikt bij de myzocytotische voedselopname in archigregarines. G. garnhami blijft heel de tijd extracellulair aanwezig in zijn gastheer en penetreert de membraan van de gastheercel niet. Wel kan G. garnhami de gastheercel wegduwen waardoor de cel in elkaar gedrukt wordt. Het effect van G. garnhami op zijn gastheer is dan ook minimaal: zelfs tot 10.000 gregarines in één treksprinkhaan hebben geen effect op vervelling en voedselopname. De grootste invloed van G. garnhami op zijn gastheer is het fysiek blokkeren van voedselopname door een barrière te vormen tussen de borstelzoom van de darmcellen en het voedsel in de darm.